# Hangvar
Hangvar är en av SCB avgränsad och namnsatt småort i Hangvars socken i Gotlands kommun. Den omfattar bebyggelse invid och väster om Hangvar kyrka där samhället även benämns Kyrkebys. Orten är belägen 3,5 mil norr om centralorten Visby.
I Hangvar ligger bland annat en bygdegård, som tillhör Hangvar bygdegårdsförening. Det var förr ortens mejeri. Två hus därifrån ligger hembygdsgården, som är den forna fattigstugan.
Hangvar har även en medeltida kyrka, Hangvar kyrka.
I Hangvar arrangeras bilbingo.
I Hangvar finns HSK, Hangvars Sport Klubb.